# Каполего рудолобий
Каполе́го рудолобий (Pseudotriccus simplex) — вид горобцеподібних птахів родини тиранових (Tyrannidae). Мешкає в Перу і Болівії.

## Поширення і екологія
Рудолобі каполего мешкають на південному сході Перу в регіонах Мадре-де-Дьйос і Пуно та на північному заході Болівії в департаментах Ла-Пас і Кочабамба. Вони живуть у вологих гірських тропічних лісах Анд. Зустрічаються на висоті від 1100 до 2100 м над рівнем моря.